# René Lussier
Pour les articles homonymes, voir Lussier.
René Lussier (15 avril 1957, Montréal, Canada) est un compositeur, improvisateur et interprète de musique actuelle résidant au Québec, Canada. Il est l'auteur de la musique de Le Moulin à images.
Guitariste autodidacte, compositeur prolifique et éclectique, René Lussier n’a cessé, depuis la fin des années 1970, d’initier de nouveaux chantiers musicaux en s’alliant à des musiciens issus de tous horizons. Il a dirigé plusieurs ensembles et composé plus de 65 musiques de films documentaires et d’animation.

## Parcours
En 1975, il rejoint le groupe Conventum, un collectif de composition dirigé par André Duchesne. Ses premières musiques de film sont cosignées avec le groupe Conventum et André Duchesne dès 77. (Le Centre d’essai le Conventum, situé au 1237 rue Sanguinet, a été démoli au milieu des années 1980 lors de la construction de l’Université du Québec à Montréal).
À la même époque, il rencontre le pianiste improvisateur Pierre St-Jacques (du groupe Nébu) avec qui il joue quelques années en duo (Les reins solides) et qui l’introduit à un cercle de musiciens attirés par l’improvisation : Jean Derome, Robert Leriche, Claude Simard, Robert Marcel Lepage, Pierre Cartier. De 77 à 79, tous se retrouvent dans une variété de petits ensembles chapeautés par l’EMIM (Ensemble de musique improvisée de Montréal). Ils se produisent dans les galeries, les cafés, les musées, et le plus souvent, «aux mardis» du bar la Grande Passe. Il commence alors à jouer en duo avec Jean Derome, une collaboration ayant généré des dizaines de projets, spectacles, disques compacts et musiques de films pendant plus de 20 ans.
À l’invitation du pianiste Bernard Buisson, René joue aussi la batterie et la guitare au sein du groupe qui suit la chanteuse Pauline Julien en tournée au Québec et en Europe de 82 à 84.
À partir de 1983, il commence à travailler avec le clarinettiste Robert Marcel Lepage avec lequel il forme le duo «Chants et danses du monde inanimé». Après avoir produit et réalisé un premier album solo indépendant en 1983 (Fin du travail version1-qui deviendra AM OOO CD à sa réédition), René fonde avec Robert Marcel Lepage l’étiquette Ambiances Magnétiques en 1984, avec la parution de Chants et danses du monde inanimé AM OO1 CD. (Le duo «Chants et danses…» deviendra en 85-86 «La symphonie interminable», un spectacle cinéma-musique intégrant Jean Derome et le cinéaste d’animation Pierre Hébert). En 1985, Lepage/Lussier se voient décerner le "Brazowy Smok" à Cracovie, Pologne: Premier prix pour la musique du film Chants et danses du monde Inanimé; Le métro de Pierre Hébert.
Dès 1983, René Lussier fait partie des premières éditions du FIMAV (Festival International de Musique Actuelle de Victoriaville)  où il rencontre Fred Frith, avec qui il collaborera régulièrement à partir de 1986 et sur une période de 14 ans, entre autres comme membre des groupes Keep the dog et Fred Frith Guitar Quartet.
De 86 à 89, il fait partie du groupe Les 4 guitaristes de l'Apocalypso-Bar, dirigé par André Duchesne.
En 1986, René Lussier crée une pièce de 30 minutes intitulée Le Trésor de la langue qui gagnera en 1989 le Grand Prix Paul Gilson, décerné par la communauté des radios publiques de langue française. Le prix est doté d’une bourse de 6 000 francs suisses qu’il réinvestit pour compléter l’œuvre et produire un disque compact de soixante-cinq minutes lancé en janvier 90. À l’invitation de Michel Levasseur, il adapte le projet pour la scène en 91. Créé au FIMAV, Le Trésor de la langue «live» est invité au festival de Jazz de Montréal comme au Festival d’été de Québec et puis, jusqu’en 1993, par plusieurs festivals européens consacrés à la musique innovatrice (Paris, Nancy, Marseille, Gent, Moers, Ulm, Groningen).
À la même période, René Lussier partage des projets avec des musiciens à l’étranger dont Hans Reichel, Ikue Mori, Tom Cora, Chris Cutler et Heiner Goebbels. Il sillonne l’Europe (France, Allemagne, Angleterre, Écosse, Belgique, Russie, Norvège, Italie, Autriche, Suisse, Hollande, Pologne, Portugal, Yougoslavie, Espagne et Finlande), joue en Argentine et au Chili (Buenos Aires, Osorno, Santiago de Chile), aux États-Unis (New York, Los Angeles, Seattle) ainsi que d’un bout à l’autre du Canada, non seulement avec les musiciens précités, mais aussi en solo, en duo (avec les Granules), ou pour aller y monter sa propre musique d’ensembles.
Dès 1990 il commence aussi à jouer avec le platiniste Martin Tétreault (Dur Noyau Dur) avec lequel il partage la scène et signe 5 disques compacts d’improvisation libre. Les mêmes années voient naître sa collaboration avec le batteur Pierre Tanguay (deux disques compacts: La vie qui bat, Chèvre et Chevreuil).
À la même époque, sa rencontre avec le poète Patrice Desbiens donne lieu à de nombreux spectacles de poésie/musique improvisée. René Lussier produira plus tard le disque compact «Patrice Desbiens et les moyens du bord».
Il anime depuis 1994 au Québec et en Europe des rencontres et des ateliers consacrés à cette pratique. (Montréal, Jonquière, Toronto, Vancouver, Paris, Lyon, Mulhouse, Bourg en Bresse, Gent, Porto, Rimouski, Québec et 5 sessions d'automne consécutives au Conservatoire de Musique de Montréal 2003-07.)
En 1996 il se voit décerner le Freddy Stone Award pour « …son intégrité artistique, son esprit novateur et son apport à la musique nouvelle canadienne ».
En 2000, René quitte définitivement l’étiquette Ambiances Magnétiques où jusqu’alors, il avait produit et réalisé tous ses disques. En 2001, le Conseil des Arts du Canada lui remet le prix Victor-Martyn-Lynch-Staunton pour "Honorer les réalisations exceptionnelles et l’excellence".
En 2001, la Compagnie Larrivée Cabot Champagne lui offre de prendre sous licence  son nouvel album instrumental Tombola Rasa qui sort sous étiquette La Tribu. La Compagnie produira ses deux albums suivants: Grand Vent (2003, compositions instrumentales), Le Prix du Bonheur (2005- un premier disque de chansons inspirées de mélodies hawaïennes traditionnelles sur des paroles de Paule Marier) en 2007, sous licence, une réédition du Trésor de la Langue + 100 minutes d’inédits, coffret 3 disques compacts.
En 2002, il se voit décerner le prix «artiste avant-garde» au Gala MIMI (Musiques indépendantes).
Il se lie  avec le guitariste Pierre Lavoie et avec le guitariste et joueur de banjo américain Eugene Chadbourne.
Il répond à l’invitation de la violoneuse d’origine gaspésienne Liette Remon en 2004 et participe à l’enregistrement de son disque compact Comté de Gaspé sud. Leur collaboration se poursuit depuis à travers Bobelo, un groupe traditionnel/expérimental qui «revisite» les grands classiques de la musique traditionnelle québécoise.
En 2008, à l’occasion du 400e anniversaire de la ville de Québec, il signe la trame sonore du Moulin à Images de Robert Lepage et EX Machina. Les changements apportés aux éditions 2009 et 2011 ont nécessité des réinvestissements en forçant chaque fois la réécriture de plus de 30% de la trame sonore.
En 2008, René compose également la musique de la série documentaire  "Manifestes en série" de Hugo Latulippe. Suivent celle de "Trou story" de Richard Desjardins et Robert Monderie (2011), et celle du film de Serge Giguère «Le nord au cœur» (2012).
Début 2013, il renoue avec la production indépendante et l’aventure du compositeur interprète en réalisant Toucher une âme, un deuxième album chanté dont les textes ont été signés par sa compagne, Paule Marier.

### Discographie
- 2022: Au diable vert - Production indépendante
- 2021: Complètement marteau - Production René Lussier (Canada), ReR MEGACORP (Angleterre, catalogue ReR RL1) et Circum-Disc (France, catalogue microcidi023)
- 2020: Reza et moi - Production PUC (pas une cenne) #22
- 2018: René Lussier Quintette - Production indépendante
- 2018: Dur noyau dur LIVE EN FRANCE - Production indépendante
- 2016: LEPAGE / LUSSIER et le quatuor Bozzini. Chants et danses...with strings! - Production indépendante
- 2015: Meuh - Production indépendante
- 2013: Toucher une âme - Production indépendante
- 2013: Le Moulin à Images (trame sonore) - Production indépendante
- 2007: Le Trésor de la langue, coffret - réédition (3 disques compacts), TRICD-7265
- 2005: Le Prix du bonheur - La Tribu TRICD-7236
- 2003: Grand vent - La Tribu TRICD-7215
- 2001: Tombola Rasa - La Tribu, Trib-21570
- 2001: Déboutonné, Solos de guitare acoustique  - Ohm/Avtr-20
- 2000: Solos de guitare électrique - AM 075 CD
- 1998: Chronique d'un génocide annoncé, Musique du film - AM 058 CD
- 1996: Trois histoires - AM 041 CD
- 1995: Le Tour du bloc, RL+ Le Now Orchestra - VICTO 036 CD
- 1994: Le Corps de l'ouvrage - AM 029 CD
- 1990: Le Trésor de la langue - AM 015 CD
- 1983:  Fin du travail version 1 - AM 000 CD

## Collaborations
- 2013: Le voyage d'hiver adapté par Keith Kouna - Ambiances Ambiguës
- 2008: Élecktrik toboggan en trio avec Otomo Yoshihide et Martin Tétreault - VICTO 115
- 2006: Dur Noyau dur Live en France en duo avec Martin Tétreault' - Ektic 009
- 2004: Grosse guitare rouge en duo avec Patrice Desbiens - Prise de parole
- 2003: Le Contrat[7] en duo avec Gilles Gobeil - Empreintes Digitales IMED 0372
- 2002: L'Oasis en duo avec Eugène Chadbourne - VICTO 084
- 2000: Qu'ouïs-je? en duo avec Martin Tétreault - AM 081 CD
- 1999: Upbeat avec le  Fred Frith Guitar Quartet - AM 063
- 1999: Patrice Desbiens et les Moyens du bord avec Patrice Desbiens, Guillaume Dostaler, Jean Derome et Pierre Tanguay - Poésie-Musique AM 065
- 1998: La Vie qui bat Chevreuil en duo avec Pierre Tanguay - AM 049 CD
- 1998: Dur Noyau dur en duo avec Martin Tétreault - AM 057 CD
- 1997: La Vie qui bat Chèvre en duo avec Pierre Tanguay - AM 047 CD
- 1997: Ayaya Moses avec le Fred Frith Guitar Quartet - AM 051
- 1996: Three Suite Piece avec Jean Derome, Chris Cultler et Tom Cora  - RER LDC1
- 1992: Au royaume du silencieux en duo avec Jean Derome - AM 018 CD
- 1990: Des Pas et des Mois avec Martin Tétreault et Michel F. Côté - AM 019 CD
- 1988: Fin de siècle avec Les 4 Guitaristes de l'Apocalypso-Bar - AM 014 CD/ReR 1995
- 1987: Tournée mondiale été 89 avec Les 4 Guitaristes de l'Apocalypso-Bar - AM 010 CD/ReR 1995
- 1987: Le retour des Granules en duo avec Jean Derome - AM 006 actuellecd=1988
- 1987: Nous autres en duo avec Fred Frith - VICTO 001 CD
- 1986: Soyez vigilants, restez vivants en duo avec Jean Derome - AM 005
- 1984/1996: Chants et danses du monde inanimé en duo avec Robert Marcel Lepage - AM 001 CD
- 1979: Le bureau central des utopies avec Conventum - Prog Québec 2006 MPM 13
- 1977: À l'affût d'un complot - Prog Québec 2006 MPM 12

## Participations
- 2007: Cœurs de Jérôme Minière - TRICD-7270
- 2004: Comté de Gaspé sud de Liette Remon
- 2004: Peewee et moi de Robert Marcel Lepage - AM 144
- 2002: Gadje de Strada - XXI CD2-1432
- 2001: Keep the dog. That house we lived in de Fred Frith - ReR/FRA 3
- 2000: Chante! 1985-2000 compilation vol.5 - AM 85 CD
- 2000: Tout autour du front de Robert M. Lepage - AM 090CD
- 2000: Les quatre ronds sont allumés de Nathalie Derome - AM 088 CD
- 1999: Tout le monde de la Fanfare Pour Pour"  - MF01
- 1999: Mystère compilation vol.4 - AM 070 CD
- 1998: Torticolis de Jean Derome et les Dangereux Zhoms - AM 061 CD
- 1998: Inédits compilation vol.3 - AM 050 CD
- 1998: Trois musiques pour UBU de Jean Derome - AM 030 CD
- 1997: Je me souviens - hommage à Georges Perec de Jean Derome - AM 044 CD
- 1997: La Bête de Jean Derome - AM 048 CD
- 1997: Binky Boy de Nick Didkovsky - Punos music pm 0003
- 1997: Hourra pour la bastringue compilation vol.2 - AM 045 CD
- 1996: Joseph Antoine Frédéric Fortin Perron de Fred Fortin
- 1996: La bastringue migratoire compilation vol.1 - AM 039 CD
- 1995: Navré de Jean Derome et les Dangereux Zhoms - AM 038 CD
- 1994: Compilation Musicworks, n° 58, Toronto
- 1994: La mécanique des ruptures de Gilles Gobeil - IMED-9421
- 1994: Carnets de voyage de Jean Derome et les Dangereux Zhoms - AM 032CD
- 1993: Shadow/Landscape with argonauts de Heiner Gœbbels - ECM 1480
- 1993: Hörstücke de Heiner Gœbbels - ECM 1452-54
- 1992: Quartets de Fred Frith - reCDec 44, Suisse
- 1992: Adieu Leonardo de Robert M. Lepage - AM 024CD,
- 1992: Imaginary Guitars de Tim Brady - JTR 8440–2,
- 1992: Hardi Brut (compilation, France) - IPS0592
- 1992: Ambiances Magnétiques en concert (compilation) - AM O22CD
- 1992: Bruire, Les Fleurs de Léo de Michel F. Côté - AM O25CD
- 1992: Opération Blow Up d'Un Drame Musical Instantané, France - GRRR2020
- 1991: Passed Normal Vol. 4 (compilation)- FOT RECORDS CD ONE
- 1991: Compilation Absolut 1 de Ear Magazine USA
- 1990: Vous seriez un ange de Geneviève Letarte - AM O20CD
- 1990: Electro clips compilation Empreintes digitales - imed-9004
- 1990: Compilation Quaterly Vol 3 No 1 RER, Londres
- 1987: Le temps des bombes d’André Duchesne - AM OO2 CD
- 1984: Montréal Transport Limitée
- 1980: Motus, Nébu - Cadence 1008
- 1977: Un Opéra Cric Crac Croc, Les Frères Brosse
- 1976:  La cuisine rouge, Yves Laferrière

## Musique de film
- 2016: Tuktuq de Robin Aubert, Produit par Robin Aubert, Lynx Films avec la participation de PRIM, Post-Moderne
- 2012: Le Nord au cœur de Serge Giguère, Rapide Blanc[8]
- 2011: Trou Story de Robert Monderie et Richard Desjardins, O.N.F[9].
- 2011:  Le Moulin à images de Robert Lepage et Ex Machina, 8e ART, O.N.F.
- 2009: De l’eau glacée dans les veines de Cimon Charest, Élément 4
- 2008: Manifeste en série, 8 heures documentaires de Hugo Latulippe, Esperamos
- 2007: Hungu de Nicolas Brault, O.N.F.
- 2006: À Force de rêve de Serge Giguère, Rapide Blanc
- 2005: Chez Mme Poule de Tali, O.N.F.
- 2004: Le Père de Gracile  de Lucie Lambert, Films du Tricycle
- 2003: Dix milliards de molécules de Jacques Bérubé, Production XIII
- 2003: Les amateurs de Vincent Guignard
- 2002: La Pirouette de Tali, O.N.F.
- 2002: Vue du sommet de Magnus Isaacson, Érézi
- 2001: Bacon le film de Hugo Latulipe, O.N.F.
- 2000: Le Rêve d’Alonso de Danielle Lacourse et Yvan Patry, Alter-Ciné
- 2000: L’Écho des territoires de Richard Jutras, production du Regard
- 2000: L’Estérel de Pierre Letarte
- 1999: Urgence, deuxième souffle de Tahani Rached O.N.F
- 1998: L'Insoumise de Janine Gagné, Les Films de l'autre (Lussier/Tétreault)
- 1997: Le Petit Grand Européen de Joséphine Bacon O.N.F. (Gobeil/Lussier)
- 1997: À l'ombre on the beach de Tali, O.N.F.
- 1996: Le Trésor Archange de Fernand Bélanger, Rapide blanc
- 1996: Chronique d'un génocide annonçé de D Lacourse et Y Patry, Alter-Ciné, O.N.F.
- 1996: Sitting on a volcano de D Lacourse et Y Patry, Alter Ciné - O.N.F.
- 1996: Hand of God, hand of the devil de D Lacourse et Y Patry, Alter Ciné - O.N.F.
- 1996: J'aime, j'aime pas de Sylvie Groulx O.N.F. (Duchesne/Lussier)
- 1995:  Le  Nouvel Habit de l'empereur de Magnus Isaacsson, O.N.F.
- 1995: Memories and mirrors de Serge Turbide, TV Ontario
- 1994: El Mozote, l'histoire muselée de Danielle Lacourse et Yvan Patry, Alter Ciné
- 1994: Médecins de Cœur de Tahani Rached, O.N.F.
- 1994: Memoria del viente de Félix Zurita de Higes, Alter Ciné/Alba films
- 1993: La Manière des Blancs de Bernard Émond, ACPAV
- 1991: Le Futile et l’Essentiel  de Jean Bourbonnais, TV Ontario
- 1991: Winning the peace de Danielle Lacourse et Yvan Patry, Alter Ciné
- 1990: Nuit et Silence de Danielle Lacourse et Yvan Patry, Alter Ciné
- 1989: Le Pays interdit de Danielle Lacourse et Yvan Patry, Alter Ciné
- 1989: Klaus Fuchs, atom spy de Donatello, Fosco Dubini et Wolfgang Meyer WDR Köln, Allemagne, (Goebbels/Lussier)
- 1988: Trois pommes à côté du sommeil de Jacques Leduc, O.N.F.  (Lussier/Derome/Bach)
- 1988: Les Frissons d’agathe de Guylaine Dionne, université Concordia
- 1988: Shoot and cry de Helen Klodawski, O.N.F. (Derome/Lussier)
- 1988: Kidnappé de Thomas Corriveau
- 1988: Nivis de Simon Goulet, (R M Lepage/Lussier)
- 1987: L’Amour à quel prix de Sophie Bissonette, O.N.F. (Derome/Lussier)
- 1987: Voyage en Amérique de Jean Chabot, O.N.F. (Derome/Lussier)
- 1987: Les Polissons de Dagmar Gueissaz, O.N.F. (Derome/Lussier)
- 1987: Le Temps des cigales de Jacques Leduc, O.N.F. (Derome/Lussier)
- 1987: Charade chinoise de Jacques Leduc, O.N.F. (Derome/Lussier/Lepage/Buisson)
- 1987: Painted landscape of the time : The art of Sue Coe de Helen Klodawski, Premier prix   musique, Yorktown Short Film & Vidéo festival, Derome/Lussier
- 1986: Notes de l’arrière saison de Jacques Leduc, O.N.F. (Derome/Lussier)
- 1986: Adieu bipède de Pierre Hébert, O.N.F. (Derome/Lepage/Lussier)
- 1985: Passiflora de Fernand Bélanger et Dagmar Gueissaz, O.N.F. (Derome/Duchesne/Lussier)
- 1985: Picasso,tableaux d’une surexposition de Pierre Hébert, O.N.F. (Derome/Lepage/Lussier)
- 1984: Chants et danses du monde Inanimé : Le Métro de Pierre Hébert, O.N.F.  (Lepage/Lussier) Prix de la critique Québécoise 1985 *1er prix pour la musique, BRAZOWY SMOK, Cracovie, Pologne 1986.
- 1984: L’émotion dissonante de Fernand Bélanger, O.N.F. (Duchesne/Lussier)
- 1984: Les Illusions tranquilles de Gilles Blais, O.N.F. (Derome/Lussier)
- 1984: Le dernier glacier de Jacques Leduc et Roger Frappier, O.N.F. (Derome/Lussier/Rivard)
- 1983: Étienne et Sara de Pierre Hébert, O.N.F.
- 1983: Beyrouth à défaut d’être mort de Tahani Rached, O.N.F. (Lussier/Simard)
- 1982: Riopelle de Pierre Letarte, O.N.F. (Derome/Lussier)
- 1982: L’Albédo de Jacques Leduc et Renée Roy, O.N.F. (Derome/Lussier/Fauré)
- 1980: À vos risques et périls de Jean et Serge Gagné,prod. 89 (Duchesne/Lussier)
- 1979: Tanobé de Ian Rankin, O.N.F. (Duchesne/Lussier)
- 1979: Les Enfants d’abord de Roger Cantin (Duchesne/Lussier)
- 1978: La Belle Apparence de Denise Benoit (*conventum)
- 1978: Le Grand Remue-ménage de Sylvie Groulx et Francine Allaire, ACPAV (*conventum)
- 1978: Au fil du temps de Marcel Sabourin, ACPAV (*conventum)
- 1977: Le 15 novembre de Hugues Migneault et Ronald Brault, ACPAV (*conventum)
- 1977: Courtepointe 1 et 2 de Marcel Sabourin, ACPAV (*conventum)
- Conventum: Collectif de composition dirigé par André Duchesne.

## Commandes d'œuvres
- 2011: Un petit somme pour l’ensemble Fanfarnienté, commande des productions Strada
- 1999: À chacun sa corde quatuor de contrebasses, commande des productions Super Mémé
- 1997: Prise de terre pièce électroacoustique à propos de l'électricité, commande de l’ACREQ
- 1997: Le contrat pièce électroacoustique avec Gilles Gobeil, commande d’Empreintes Digitales
- 1997: The Rubber man pour le "Hard rubber Orchestra" 15 musiciens de Vancouver, commande de John Korsrud
- 1992: Roche noire Chronique irlandaise, pour guitare et bande magnétique, commande de Tim Brady
- 1992: Destination soleil... Pour guitare et ensemble de neuf musiciens, commande de la S.M.C.Q.
- 1991: Art Brut Hommage à Marcel Landreau, commande de Denis Tagu dans le cadre d’une compilation sur l'Art brut, France
- 1990: Zone grise pour flûte et bande magnétique, commande de Lise Daoust/S.M.C.Q.